# Tanabata
Tanabata (七夕節, « La septième nuit [du septième mois] »), ou Hoshi matsuri (星祭/星祭り/星まつり, « fête des Étoiles ») est une fête japonaise provenant des traditions O-Bon et de la fête des étoiles chinoise, Qīxī. Elle a généralement lieu le 7 juillet ou le 7 août.

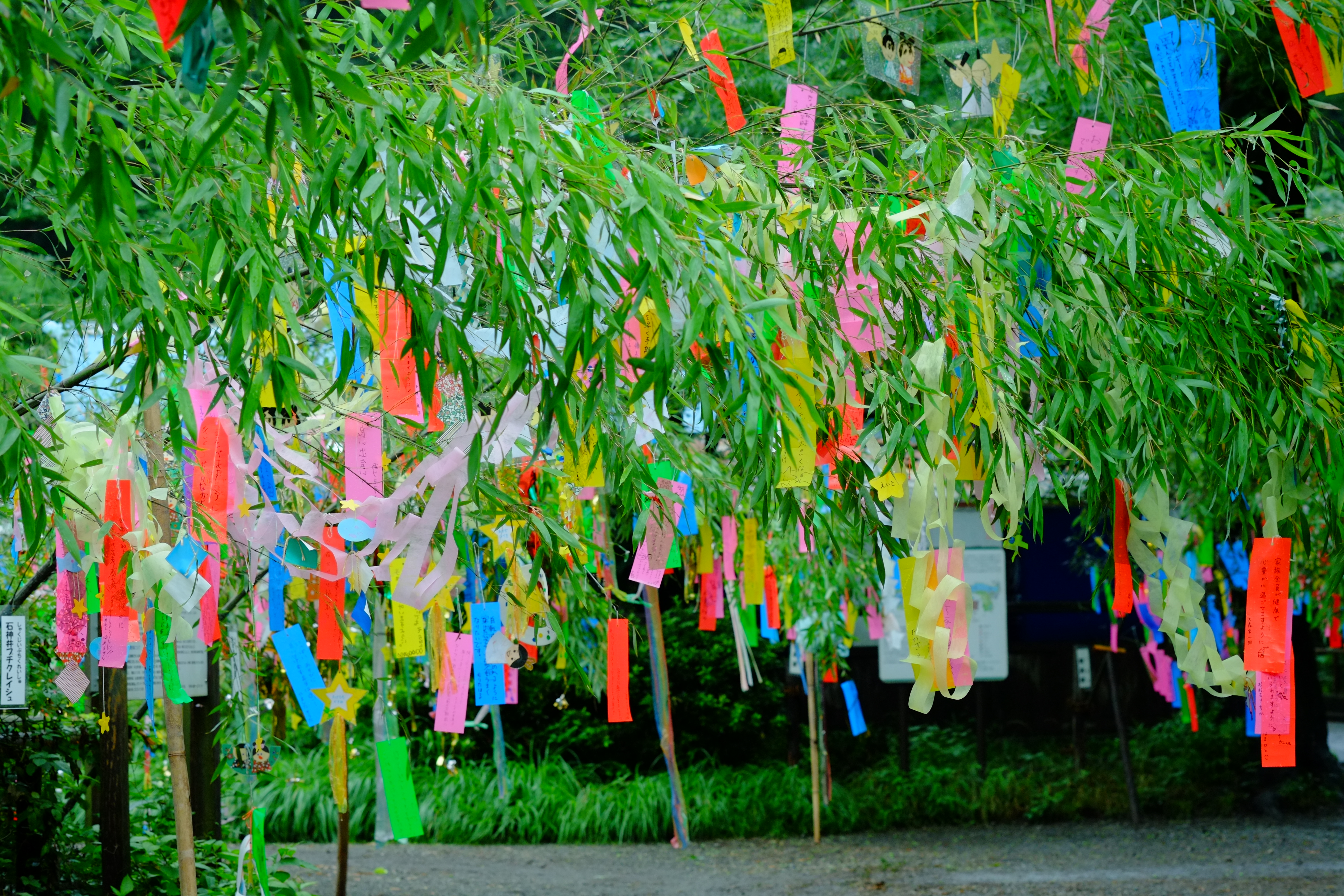
Tanzaku accrochés à des bambous pour Tanabata.

La fête célèbre la rencontre dans le ciel d'Orihime (織姫/織女, Véga ou Alpha Lyrae) et Hikoboshi (彦星, Altaïr ou Alpha Aquilae). La Voie lactée, qui représente une rivière d'étoiles traversant le ciel, sépare les deux amants célestes, mais il leur est tout de même permis de se rencontrer une fois l'an, le septième jour du septième mois lunaire du calendrier luni-solaire.

## La légende
La fête de Tanabata est tirée de la légende Le Bouvier et la Tisserande. Il existe de nombreuses variantes de cette légende chinoise, dont la trame est commune. Il s'agit d'une histoire d'amour entre une déesse tisserande et un bouvier (mortel).
Pour lui, la déesse quitte le monde céleste, l'épouse et lui donne deux enfants (une fille et un garçon). La mère de la déesse (ou son père) finit par retrouver sa fille et la fait revenir dans le monde des dieux.
Pour empêcher le bouvier, bien décidé à retrouver sa femme, d'arriver jusqu'au royaume céleste, les dieux séparent les deux mondes par une rivière infranchissable, la Voie lactée. Devant les pleurs incessants de la princesse d'un côté et du bouvier et de ses enfants de l'autre, les dieux leur accordent de pouvoir se retrouver une fois par an, la septième nuit du septième mois.

## Histoire
Cette légende serait apparue en Chine sous les dynasties du Sud et du Nord (439-589). Elle aurait été introduite au Japon à l'époque de Nara (710-794). Elle se serait par la suite mélangée avec la légende de Tanabata-tsume, la déesse du tissage, et aurait pris le nom de Tanabata.
Pendant l'époque d'Edo, Tanabata est devenue l'une des « cinq fêtes » (go-sekku) institutionnalisées par le shogunat Tokugawa. À cette époque, on a commencé à ériger des bambous ornés de feuillage appelés hachiku auxquels on accrochait des vœux écrits sur des rubans de papier coloré. Les habitants rivalisaient pour avoir le mât de bambou le plus grand, utilisant des tuteurs et des perches à linge pour gagner en hauteur.

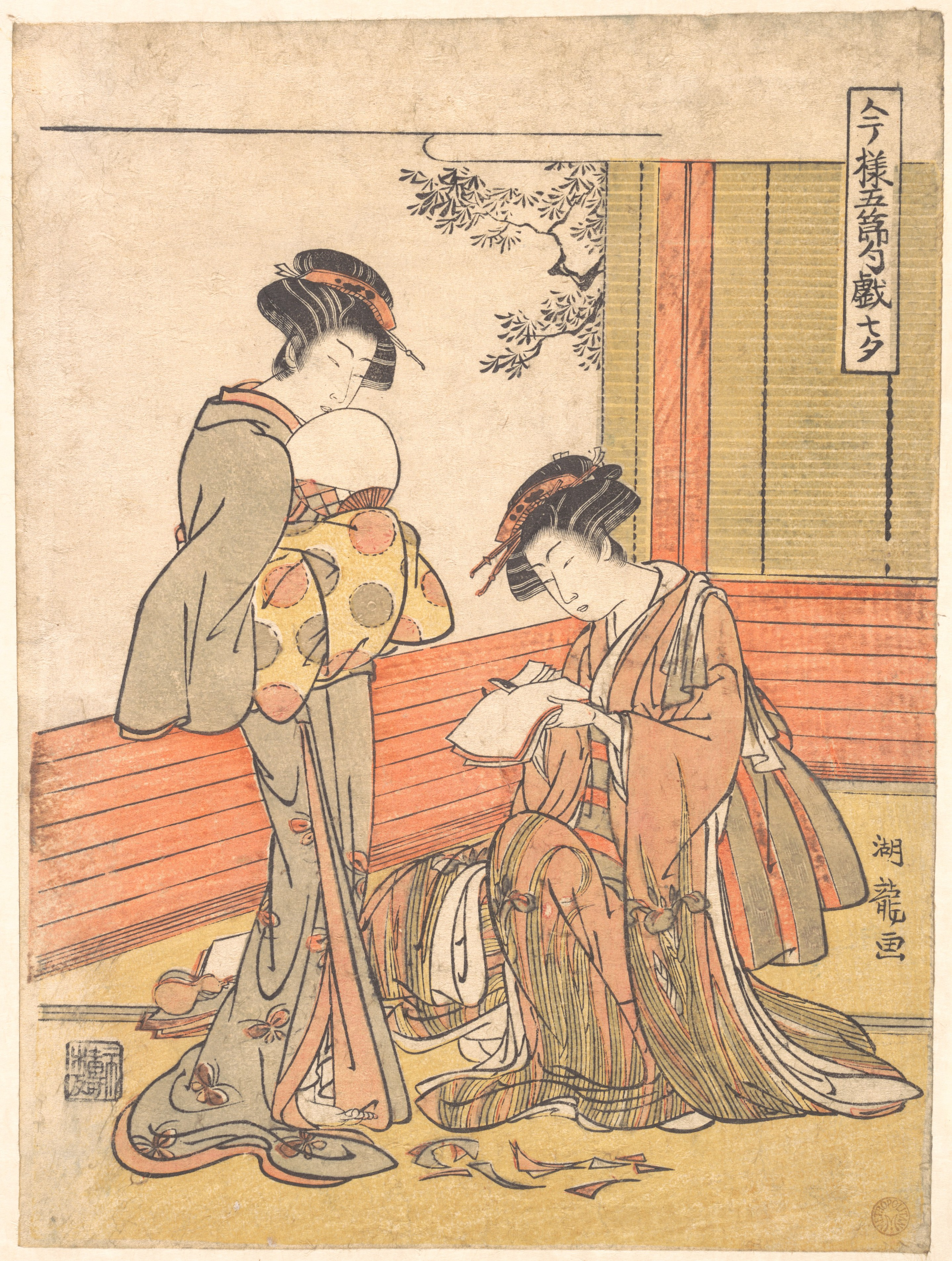
Fabrication d'ornements pour la fête de Tanabata, Isoda Koryusai (vers 1773), Metropolitan Museum of Art.
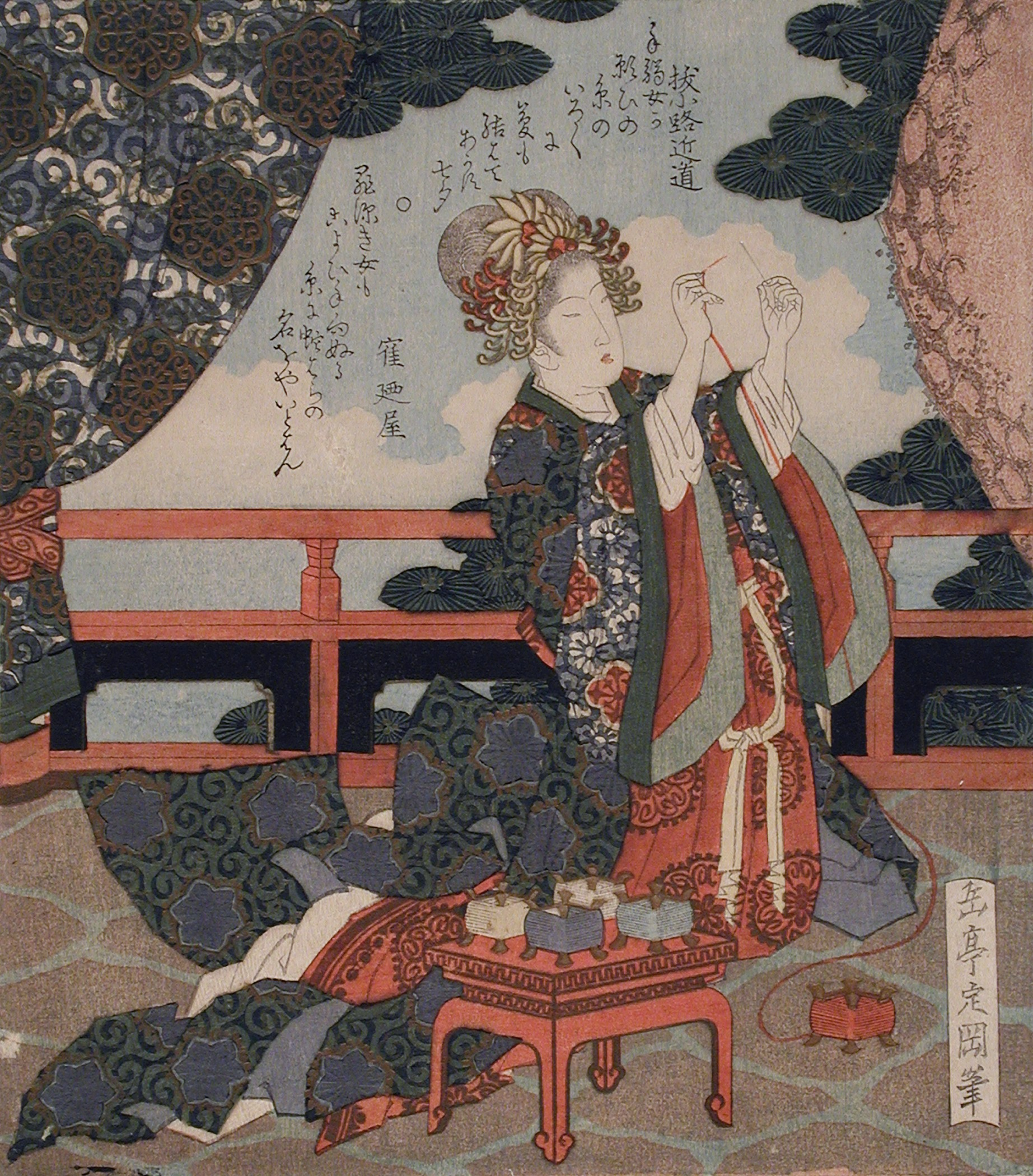
Making a Wish to Meet a Good Mate during the Tanabata Festival, Yashima Gakutei (19e siècle).
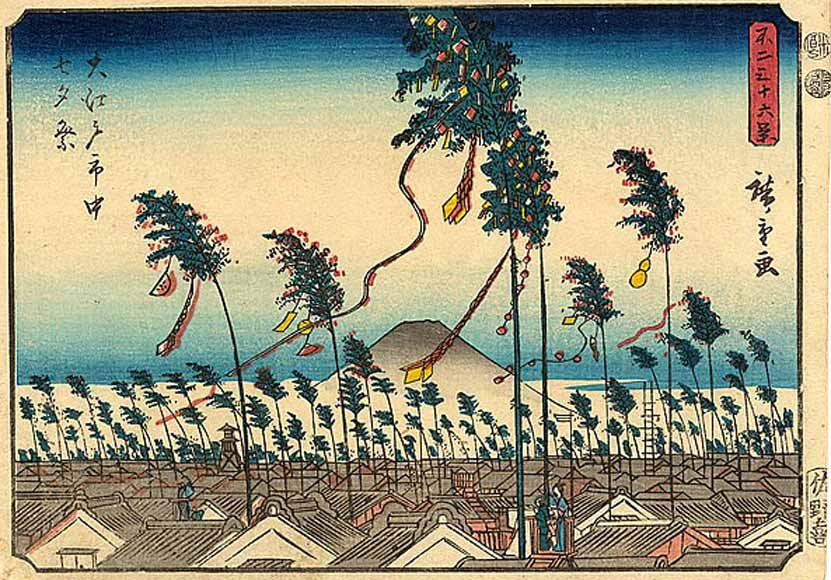
Festivités pour Tanabata dans Edo (1852), Hiroshige.
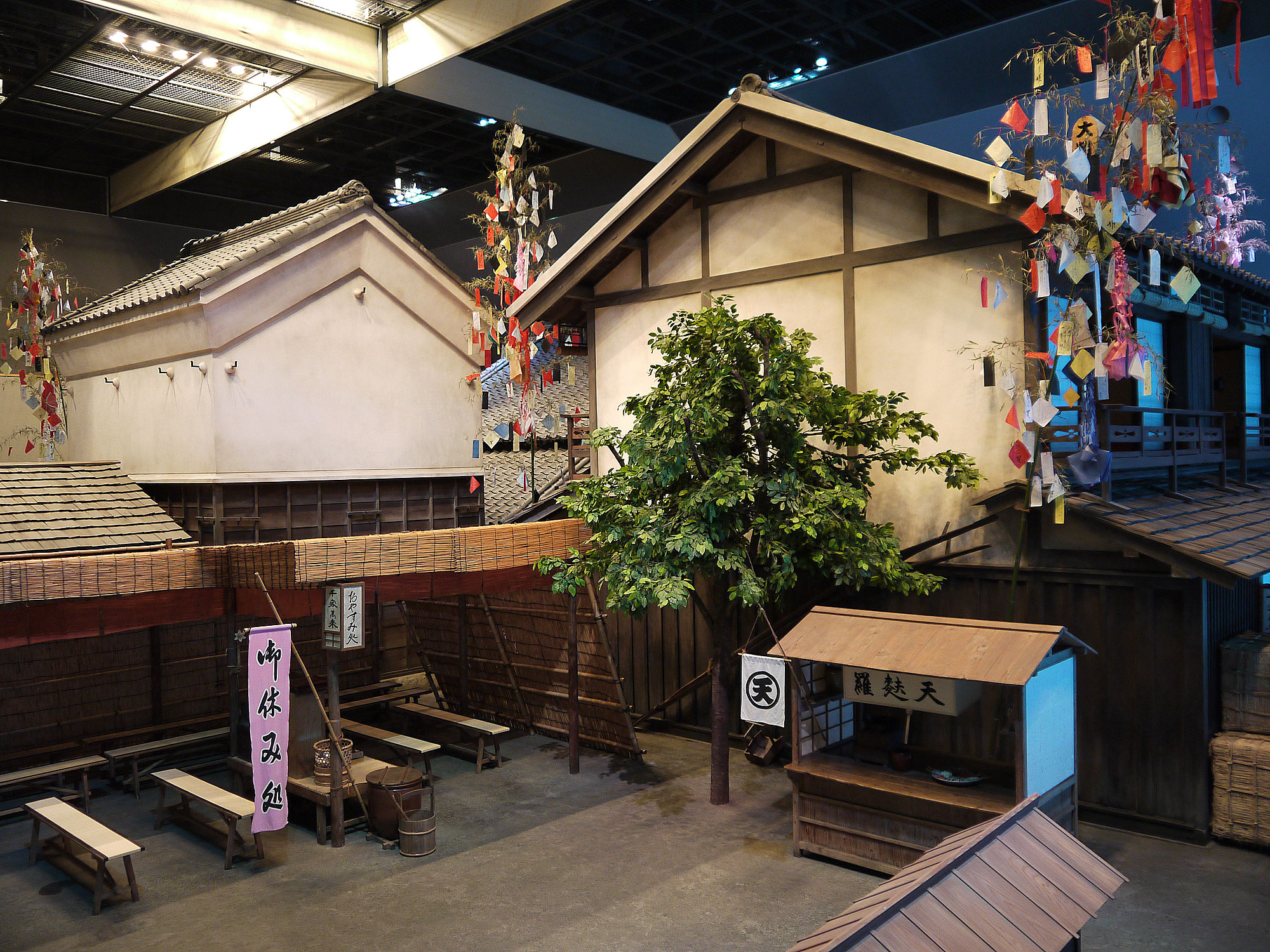
Tanabata à l'époque d'Edo au Fukagawa Edo Museum.

## Célébration

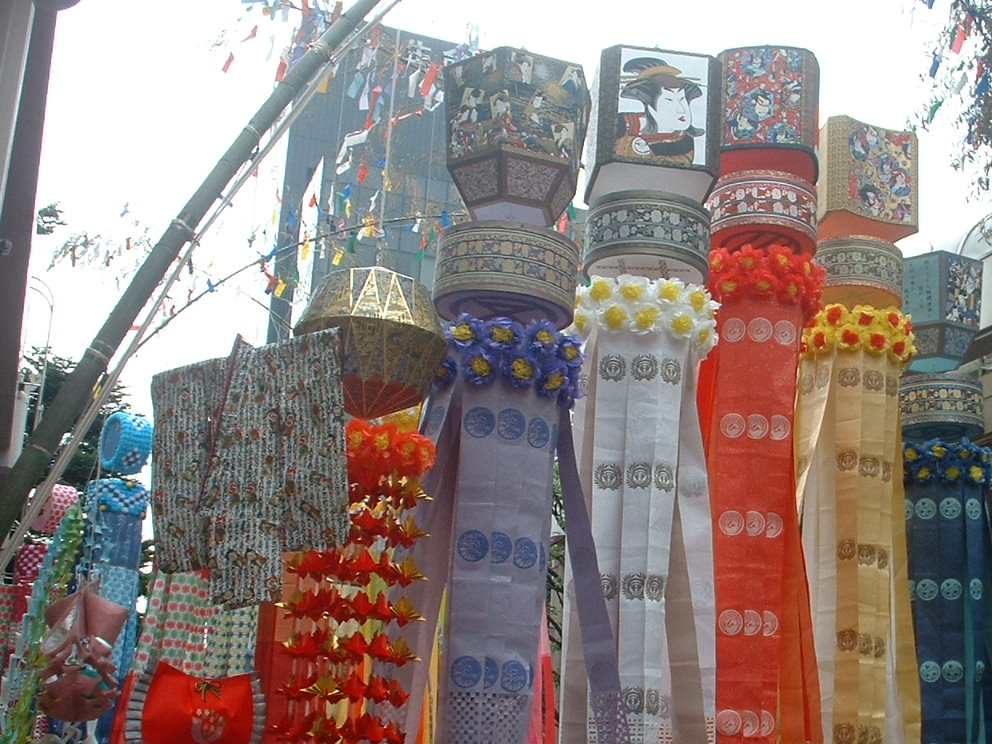
Tanabata matsuri de Sendai (2005).

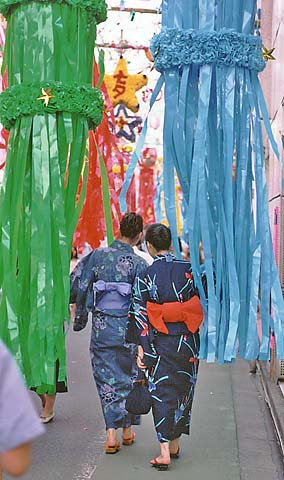
Japonaises portant le yukata pour Tanabata matsuri à Tokyo.

De nos jours, les Japonais célèbrent cette fête en décorant un arbre avec des feuilles de bambou. Ils utilisent désormais des bambous nains de type sasa, plus petits, pour pouvoir décorer l'intérieur des maisons.
Les Japonais écrivent leurs souhaits, parfois sous forme de poèmes, sur un tanzaku et les accrochent sur les feuilles. On dit qu'Orihime et Hikoboshi feront que les vœux deviennent réalité. Après avoir été décoré, vers minuit ou le jour suivant l'arbre en bambou est jeté dans un fleuve ou brûlé pour que les vœux se réalisent.
Des festivals sont également organisés pour l'occasion, comme le Tanabata matsuri de Sendai. Tout le centre-ville est alors paré de décorations multicolores. Ce matsuri attire tous les ans deux millions de touristes.